# Lambic

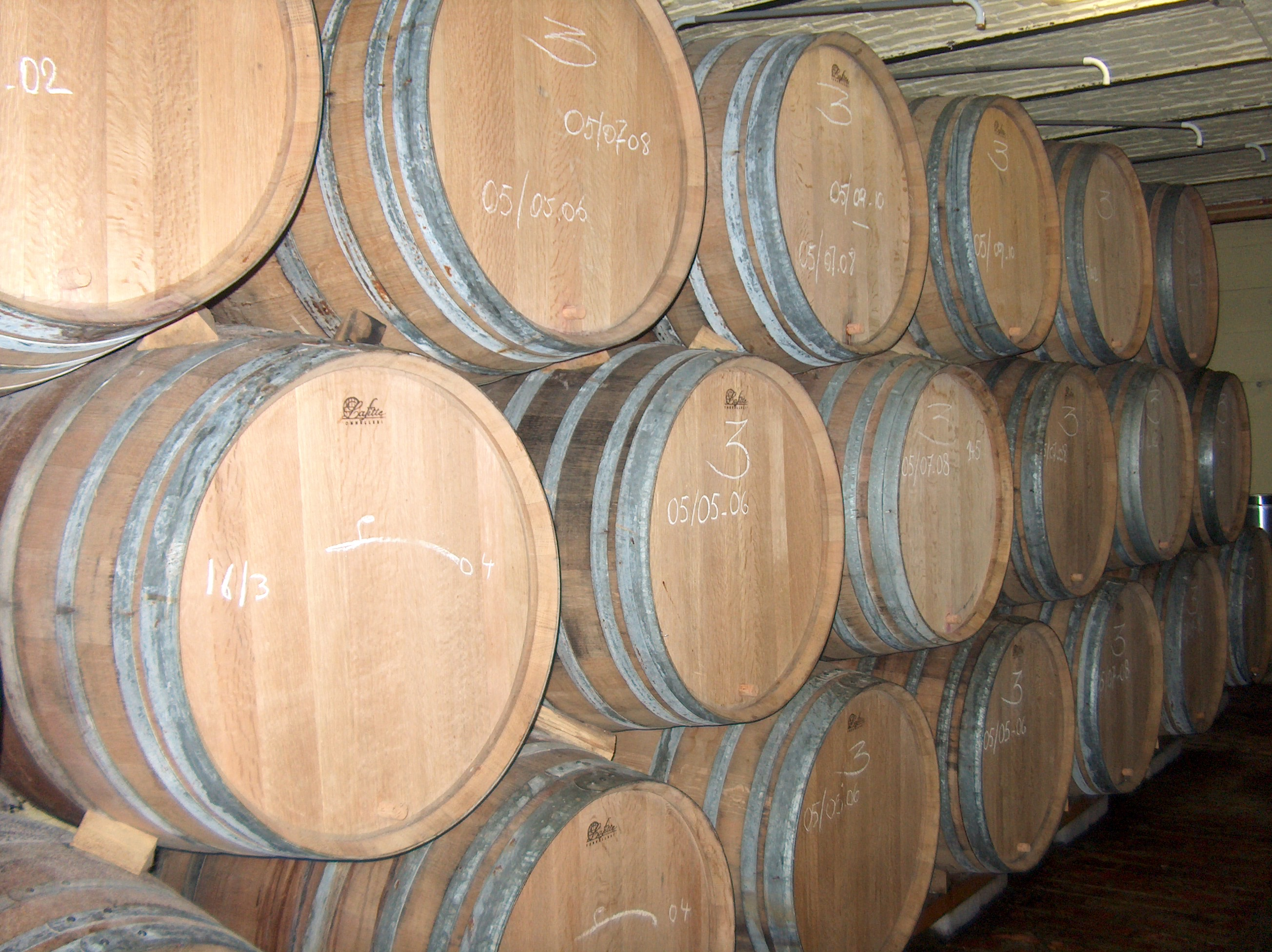
Traditionella lambictunnor i trä.

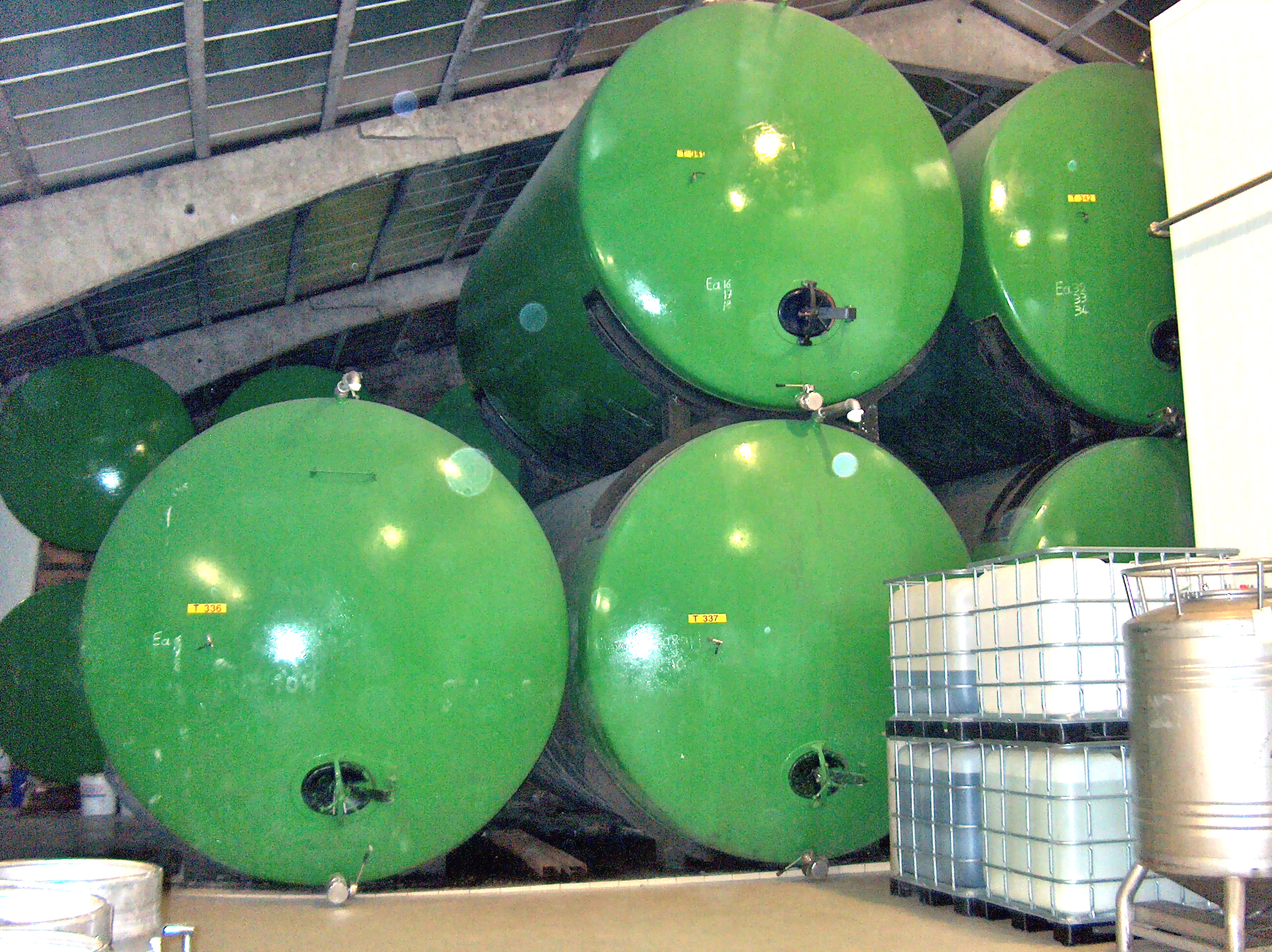
Moderna tunnor för industriell tillverkning av lambic.

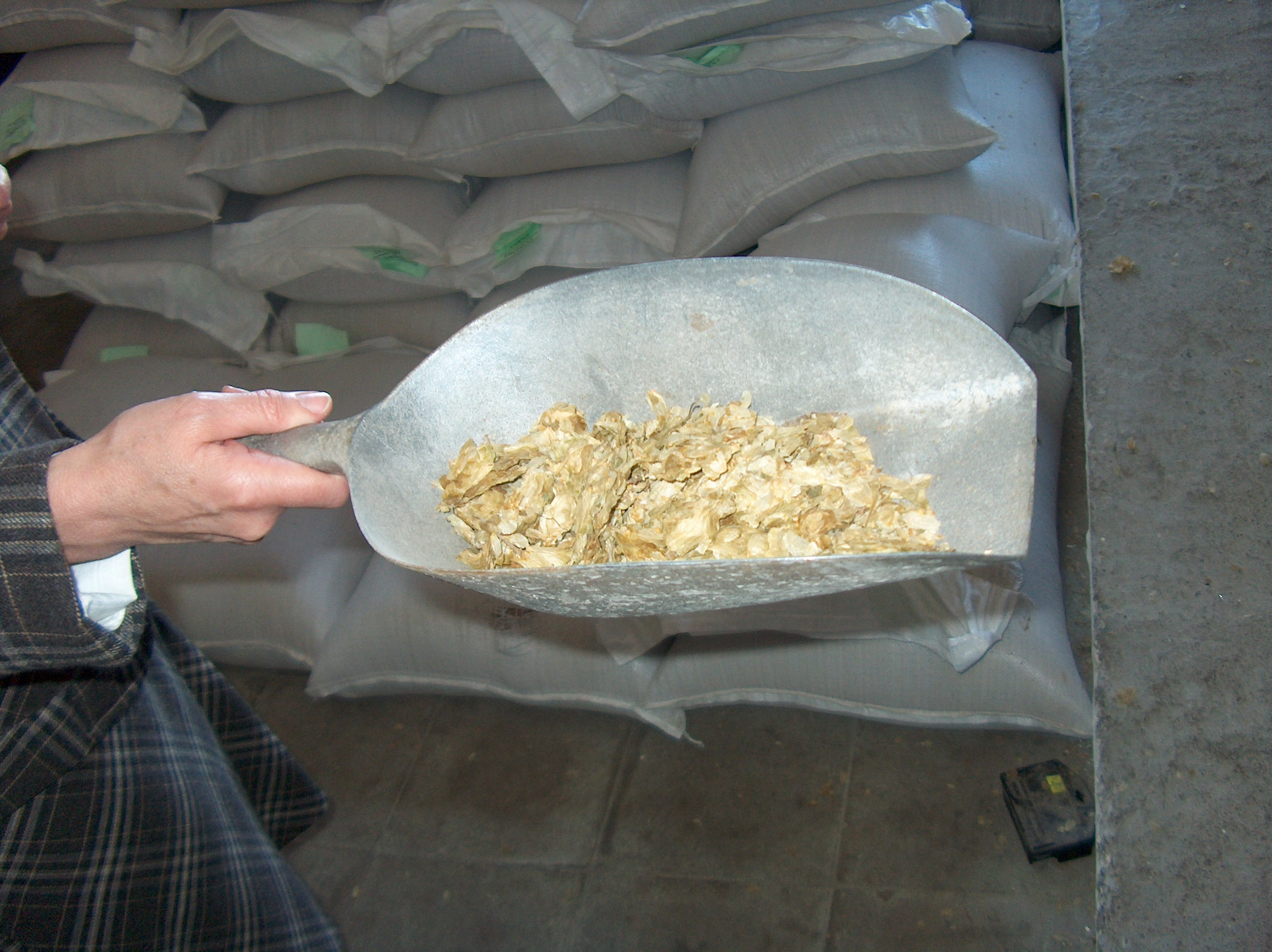
Gammal humle som krossats används vid bryggning av lambicöl.

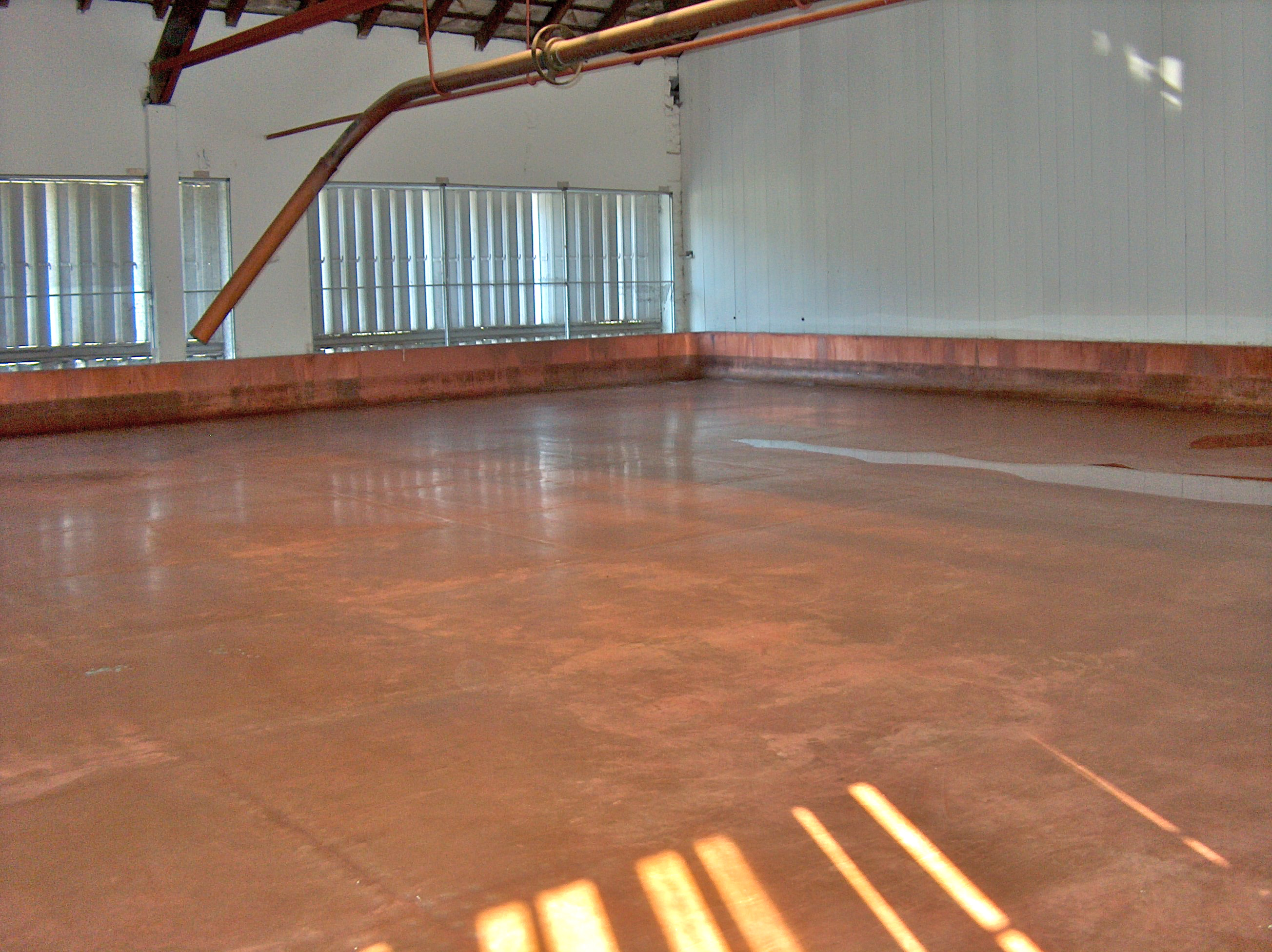
Avsvalningskärl där vörten svalnar och blir infekterad med spontanjäst.

Lambic är ett spontanjäst öl från Pajottenland utanför Bryssel i Belgien. Lambicen har bara genomgått en jäsning, även om den jäsningen sker i flera steg. På 1960- och 70-talen utfärdades kungliga dekret om vad en lambik skulle vara. Då beslöt man att lambik förutom att vara spontanjäst, måste innehålla minst 1/3 omältat vete (och resten kornmalt).
Lambic är mycket syrlig i karaktären, och har mycket liten kolsyra. Oblandad lambic är mycket ovanligt, åtminstone utanför Bryssel. Blandar man lambic av olika åldrar får man en gueuze. Kriek är lambic som fått jäsa en andra gång med hjälp av körsbär, eller i vissa fall, körsbärsessens. Faro är en lambic som jäst en andra gång med hjälp av kandissocker.

## Lambiksorter

### Lambic
Oblandade lambic är en grumlig, icke kolsyrad, mycket syrlig dryck som nästan bara finns på fat på några få ställen. Cantillon och De Cam ger dock ut oblandad lambic på flaska. Generellt är den lagrad i tre år.

### Gueuze
Gueuze är en blandning av ung och gammal lambic som är tappad på flaska. I flaskan sker en andra jäsning då oförjäst socker från den unga lambicen blandas med den gamla lambicen. En bra gueuze får ett år sig på att efterjäsa på flaska, men kan i vissa fall lagras upp till 10-20 år.

### Faro
Faro är lambik som är sötad med kandisocker eller bränt socker, den har även lägre alkoholhalt än oblandad lambik. Faro utgörs av treårig lambic som ofta säljs på fat. Då den säljs på flaska pastöriseras den först för att inte efterjäsa på flaska.

### Mars
Mars är en utspädd faro med alkoholhalt ner till 2 %. I dagsläget tillverkas inte mars.

### Kriek
Kriek är lambic som efterjäst tillsammans med surkörsbär och med en andra jäsning på flaska. Traditionella versioner av Kriek är torra och syrliga, precis som traditionell gueuze.

### Lambiska fruktöl
Lambiska fruktöl görs med tillsats av hallon (framboise), persika (pêche), svarta vinbär (cassis), vindruva (druif) eller med jordgubbar (aardbei), antingen som hel frukt eller som essens.

## Belgiska lambikbryggerier
- Belle Vue ägs av InBev
- Boon
- Brasserie Cantillon
- De Keersmaeker ägs av Heineken International, mer kända under sitt varumärkesnamn Mort Subite
- De Troch som också brygger Chapeau lambics
- Drie Fonteinen
- Girardin
- Lindemans
- Oud Beersel
- Timmermans
- La Bécasse